# Белградський привид
«Белградський привид» (серб. Београдски фантом) — сербський історичний драматичний трилер 2009 року режисера Йована Б. Тодоровіча. Фільм поєднує в собі архівні записи та інтерв'ю з свідками та учасниками подій 1979 року, а також акторські картини.

## Сюжет
Справжня історія чи міська легенда? Белградський Фантом в сімдесятих роках минулого століття став символом непокори системі, першою тріщиною комуністичного режиму, легендою, яка живе і яка пережила тих, хто намагався її подавити. Невідомий водій на вкраденому білому «Порше 911», ганяє по площі Славія і влаштовує справжнє шоу, постійно переховуючись від поліції. Більше 10 000 чоловік виходило на вулицю, щоб підтримати його. Поліція бере участь в гонці, в якій Фантом встановлює свої правила.

## У ролях
- Марко Живіч — Фандо
- Радослав Міленковіч — Максік
- Нада Мацанковіч — Даяна
- Андрей Сепетковський — Боза
- Александр Джуріца — Івко Плецевіч
- Мілош Самолов — Свеле
- Горан Радаковіч — Комарак
- Урос Уросевіч — Смільке
- Борис Комненіч — головний інспектор
- Боян Лазаров — Ілля Богдановіч
- Петар Михайловіч — Младен Майсторовіч
- Предраг Демнаджановіч — Марко Янковіч
- Мілютін Мілошевіч — Фантом
- Квієта Месіч — мати Фантома